# Éanna Hardwicke
Éanna Hardwicke, née le 21 octobre 1996 à Cork, est un acteur irlandais.

## Biographie
Hardwicke est né le 21 octobre 1996 à Cork. Il a obtenu un baccalauréat ès arts en théâtre de The Lir Academy en 2018.

## Filmographie

### Cinéma
- 2009 : The Eclipse (en) : Thomas Farr
- 2019 : Vivarium : Le garçon (plus âgé)
- 2022 : À propos de Joan (About Joan) : Doug (jeune)
- 2022 : Lakelands : Cian Reilly

### Télévision
- 2019 : Krypton : Sagitari Lan-Dy
- 2020 : Normal People : Rob Hegarty
- Depuis 2021 : Smother (en) : Joe Ryan
- 2022 : Destin : La Saga Winx (Fate: The Winx Saga) : Sebastian Valtor
- 2023 : The Sixth Commandment (en) : Ben Field

## Théâtre
- 2019 : The Misfit Mythology : Oisín
- 2020 : The Mouth of the Birch : Joseph
- 2020 : Attachment : Gavin